# مایا و مارتی
مایا و مارتی (انگلیسی: Maya & Marty) نمایش تلویزیونی آمریکایی است که در ۳۱ مه ۲۰۱۶ از شبکه ان‌بی‌سی پخش شد. این مجموعه توسط مایا رودولف و مارتین شورت تولید و لورن مایکلز ساخته شد.

## اعضا

### بازیگران
- مایا رودولف
- مارتین شورت
- کینن تامسون

### با همراهی
- مایکی دی

### مهمانان در برنامه
- جیمی فلن
- لری دیوید
- تام هنکس
- استیو مارتین
- کیت مک‌کینون
- مایلی سایرس
- دریک (موسیقیدان)
- شان هایس (بازیگر)
- ناتان لین
- تینا فی
- جان سینا
- نیک جوناس
- اوا لونگوریا
- کوین هارت
- بن استیلر
- آنا گستایر
- ریکی جرویز
- جری ساینفلد
- کوین کلاین
- سسیلی استرانگ
- ایمی پولر
- ویل فورته
- کلی ریپا
- اما استون